# جدول آلبوم‌های بریتانیا

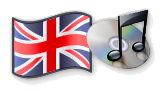
جدول موسیقی البوم ها

جدول موسیقی آلبوم‌های بریتانیا (به انگلیسی: UK Albums Chart)، جدولی برای مشخص نمودن رتبه و موقعیت فروش آلبوم‌ها در بریتانیا است. این جدول به وسیلهٔ شرکت آفیشال چارتس و فهرستی از ۲۰۰ آلبوم برتر منتشرشده در چارتس‌پلاس تنظیم و ایجاد شده‌است (تنها ۱۰۰تای برتر در منابع اطلاعاتی شمارده می‌شوند). امتیاز یک برنامهٔ هفتگی به نام «Album Chart» به رادیو بی‌بی‌سی ۲ داده شد و به وسیلهٔ سایمون مایو اجرا می‌شد، تا این‌که در ۲ آوریل ۲۰۰۷ مهلت این امتیاز به پایان یافت.
آلبوم‌هایی که برای موسیقی متن فیلم‌های سینمایی یا تلویزیونی عرضه می‌شوند، اغلب در جدول موسیقی آلبوم‌های تلفیقی رتبه‌بندی می‌شوند. اما اکنون بیان شده‌است که موسیقی‌های متن فیلم‌های سینمایی می‌توانند در جدول رسمی آلبوم‌ها قرار گیرند، مانند موسیقی متن فیلم سینمایی «دختران رؤیایی» با رتبهٔ ۱ و «هانا مونتانا ۲: ملاقات با مایلی سایرس».
گرچه فروش آلبوم‌ها عامل مهم‌تری در کسب درآمد هستند و در انتها عامل اصلی‌تری در اندازه‌گیری موفقیت یک هنرمند می‌باشند، اما این جدول توجه کمتری را نسبت به جدول تک‌آهنگ‌های بریتانیا به خود جلب می‌کند. البته، در سال‌های اخیر، جدول آلبوم‌ها با وجود ترس از نوآوری‌های موسیقی مانند دستگاه پخش صوت دیجیتال که موسیقی را تهدید خواهند کرد، جایگاه مناسبی را داشته‌است. حتی در سال ۲۰۰۵ میلادی، شاهد رکوردی برای فروش آلبوم‌ها با میزان ۱۶۲٫۲ میلیون آلبوم فروخته‌شده در بریتانیا بود.
موفق‌ترین آلبوم‌ها در جدول‌ها به ضوابط تعریف‌شده بستگی دارد. تا سال ۲۰۰۵، آلبوم‌های کوئین بیشتر از آلبوم‌های سایرین در جدول آلبوم‌های موسیقی بریتانیا مانند بیتلز، الویس پریسلی و یوتو بوده‌است. اما از نظر بیشترین هفتهٔ سپری‌کننده در رتبهٔ ۱، بیتلز در ردهٔ اول قرار دارد؛ از نظر بیشترین آلبوم‌های قرارگرفته در ۱۰تای برتر، الویس پریسلی پیشتاز است. آلبومی که مدت طولانی‌تری را هم به صورت پیوسته و هم ناپیوسته در رتبهٔ ۱ قرار داشته، موسیقی متن فیلم آرام جنوبی است. این آلبوم برای ۷۰ هفته از نوامبر ۱۹۵۸ تا مارس ۱۹۶۰ (که در نتیجه برای تمام سال ۱۹۵۹ در رتبهٔ ۱ قرار داشت) در جایگاه نخست این جدول بود و بعد از آن در سال‌های ۱۹۶۰ و ۱۹۶۱ در ۱۰تای برتر قرار داشت، و در مجموع برای صدو پنجاه هفتهٔ نامتوالی در ۱۰ آلبوم برتر قرار داشت.
برای این‌که یک آلبوم بتواند در این جدول قرار گیرد، می‌بایست از نظر زمانی و قیمت، مطابق استانداردها باشد. آلبوم‌ها می‌بایست حداقل ۳ آهنگ داشته باشند یا مدت آن‌ها ۲۰ دقیقه باشد و در ردهٔ آلبوم‌های ارزان‌قیمت (budget album) قرار نگیرند. قیمت یک آلبوم ارزان در محدودهٔ ۵۰/۰£ تا ۲۴/۴£ قرار می‌گیرد. برای اطلاعات بیشتر «قوانین شرکت رسمی جدول‌های موسیقی بریتانیا» را ببینید.

## لینک به بیرون
- ۷۵ آلبوم برتر رسمی بریتانیا
- EveryHit.com - آرشیو آلبوم‌هایی که در ردهٔ ۴۰تای برتر قرار گرفته‌اند.